# Welsh Corgi Cardigan
Welsh Corgi Cardigan je původem honácké psí plemeno. Je to čilý, silný, mohutně stavěný, aktivní pes, dlouhého těla, hlava a ocas připomínají lišku. Z podstaty je celkem sebejistý, velmi čilý, zvědavý a přizpůsobivý.[zdroj⁠?!] Výcvik je snadný. Velmi rád se učí a pro svého pána udělá cokoliv. Jsou to psi poměrně dost závislí na člověku a to se projevuje třeba na procházkách, kde nejeví snahu utíkat. Problémy s odvoláním jsou při správné výchově a socializaci zcela minimální.
Corgi v žádném případě není kotcový pes. K cizím lidem může být odměřený. Pro corgiho, jako dobrého společníka, je třeba už od útlého věku ho seznamovat s cizím prostředím. Ve smečce psi někdy mívají snahu být dominantní, ale v okamžiku, kdy jsou jim stanoveny hranice, se podvolí a už nebývá problém. Vychovaný cardigan je k cizím psům přátelský a nekonfliktní. Corgi se také čím dál častěji objevují v mnoha směrech kynologie přes obedience, agility až třeba k pasení nebo canisterapii. Cardigani vynikají výbornou pamětí a to zejména dlouhodobou, proto nepotřebují nijak často opakovat již naučené cviky.
Tito psi působí zavalitým a nepohyblivým dojmem, nicméně jejich pohyb je rychlý a koordinovaný a dokážou při něm zapojit celé své silné a pevné tělo. Navíc jsou při vyšších rychlostech schopni podstatně rychleji reagovat na neočekávané změny směru.

## Přípustné barvy
Je mnoho barevných variant srsti, nejčastější je hnědá s žíháním a bílými znaky (mezi klasické bílé znaky patří límec, ponožky, bílá špička ocasu, bílé břicho, bílá lysina). Mezi další patří např. černá s žíháním, červená nebo sobolí, trikolor s červenými nebo žíhanými odznaky, blue merle, atd to vše s nebo bez bílých znaků. Je povolené jakékoli zbarvení, ale nikdy by neměla převládat bílá.

## Zdraví
Vzhledem k delšímu tělu – páteři je Corgi náchylný k onemocněním páteře, které mohou vzniknout nepřimněřenou zátěží, na kterou jeho stavba těla není dělaná, může to být např. časté chození ze a do schodů či skákání, nedoporučujeme se věnovat agility. 
Corgi nemusí podstoupit žádná povinná vyšetření, aby byl zařazen do chovu, přesto chovatelé své psy testují. Je vždy vhodné pořídit si štěně, které pochází ze spojení testovaných rodičů. 
U velškorgiho se mohou objevit onemocnění očí známé jako progresivní retinální atrofie (PRA), jedná se o nemoc, která postihuje oční sítnici a způsobuje slepotu. 
Dále je možné provádět vyšetření na kloubní onemocnění, a to konkrétně na dysplazii loketního a kyčelního kloubu. Sleduje se také degenerativní myelopatie, což je neurodegenerativní onemocnění míchy. Velmi zřídka se vyskytuje epilepsie či chronické selhávání ledvin.